# Umkirch
Umkirch – miejscowość i gmina w Niemczech, w kraju związkowym Badenia-Wirtembergia, w rejencji Fryburg, w regionie Südlicher Oberrhein, w powiecie Breisgau-Hochschwarzwald, wchodzi w skład związku gmin March-Umkirch. Leży ok. 7 km na północny zachód od centrum Fryburga Bryzgowijskiego.